# Mali brzan
Mali brzan (lat. Fregata ariel) je vrsta ptica iz roda Fregata. Gnijezdi se u Australiji i Oceaniji.

## Opis
Mali brzan ima u prosjeku dužinu od 79 cm i raspon krila od 229 cm. Mužjaci su crne boje,  imaju crvenu grlenu torbicu, a odozdo su tamnosmeđe boje sa svijetlim mjestima na obje strane trbuha. Ženke su crne, ali njihova prsa su bijela. Nadalje, noge su crvene, a kljun je plavkast.

## Rasprostanjenost i staništa
Mali brzan je pronađen u tropskim i suptropskim morima i na otocima u tropskom dijelu Indijskoga oceana i zapadnoga Pacifika, uključujući i male otoke u sjevernom Queenslandu i u Zapadnoj Australiji.